# Thrixopelma ockerti
Thrixopelma ockerti är en spindelart som beskrevs av Schmidt 1994. Thrixopelma ockerti ingår i släktet Thrixopelma och familjen fågelspindlar.
Artens utbredningsområde är Peru. Inga underarter finns listade i Catalogue of Life.